# 台北天満宮社
台北天満宮社（たいほくてんまんぐうしゃ）は、日本統治時代の台湾台北州台北市文武町（現在の台北市中正区）にあった神社。

## 歴史
1931年（昭和6年）9月、台北新公園（現在の二二八和平公園）の南西の角に創建され、学問の神様菅原道真が祀られていた。
戦後、社殿は取り壊され、跡地には福徳宮が建てられた。